# Puilacher
Puilacher is een gemeente in het Franse departement Hérault (regio Occitanie) en telt 257 inwoners (2005). De plaats maakt deel uit van het arrondissement Lodève.

## Geografie
De oppervlakte van Puilacher bedraagt 2,7 km², de bevolkingsdichtheid is 95,2 inwoners per km².
De onderstaande kaart toont de ligging van Puilacher met de belangrijkste infrastructuur en aangrenzende gemeenten.

## Demografie
Onderstaande figuur toont het verloop van het inwonertal (bron: INSEE-tellingen).